# Parlamentswahl in Basutoland 1960
Die Parlamentswahl in Basutoland 1960 fand am 20. Januar in der britischen Kronkolonie Basutoland statt. Sie war die erste Wahl unter Beteiligung politischer Parteien in Basutoland, das sechs Jahre später als Lesotho unabhängig wurde. 

## Ausgangslage
Bis 1960 stützte sich die britische Kolonialverwaltung vor allem auf die traditionellen Herrscher (barena) des Landes. Gleichzeitig entstanden politische Gruppen wie Lekhotla la Bafo, die mit wenigen Vertretern im 1903 gegründeten Basutoland National Council (BNC) vertreten waren. Ab 1943 gab es Wahlen auf Distriktebene, aus denen je Distrikt erst ein, dann zwei und ab 1950 vier Vertreter in den BNC gesandt wurden. Ab 1952 bestand mit dem Basutoland African Congress (BAC) unter Ntsu Mokhehle die erste politische Partei. Sie war panafrikanisch ausgerichtet und benannte sich bald in Basutoland Congress Party (BCP) um. Als zweite Partei wurde 1956 die monarchistische Marema Tlou Party gegründet, darauf folgte 1957 die konservative Basutoland National Party (BNP) unter Leabua Jonathan. Im September 1959 wurde mit Billigung der Kolonialbehörden eine neue Verfassung in Kraft gesetzt. Erstmals konnten Parteikandidaten die Hälfte der BNC-Mitglieder stellen.

## Ablauf
Die eigentlichen Wahlen fanden am 20. Januar 1960 auf Distriktebene statt. In den neun Distrikten wurden insgesamt 162 Abgeordnete gewählt. Die dort gewählten Abgeordneten bestimmten insgesamt 40 Abgeordnete des BNC. 40 weitere Abgeordnete, meist traditionelle Herrscher, wurden von den barena bestimmt. Wahlberechtigt waren lediglich Steuerzahler, das heißt fast keine Frauen und keine Wanderarbeiter, die traditionell eine große Bevölkerungsgruppe ausmachen.

## Ergebnis
Von rund 191.000 registrierten Wählern nahmen rund 35.000 an der Abstimmung teil. Die BCP erhielt 36,2 % der Stimmen und konnte damit sechs der neun Distrikte gewinnen. Auf Distriktebene stellten sie 73 Mandatsträger, im BNC jedoch 30 der 40 gewählten Abgeordneten. Unabhängige erhielten 35,3 % der Stimmen und stellten 51 Distriktabgeordnete sowie vier BNC-Vertreter; die BNP erhielt mit einem Stimmenanteil von 19,8 % 22 Distriktmandate und ein BNC-Mandat, die MFP mit 8,7 % 16 Mandate in den Distrikten und fünf im BNC.

## Folgen
Die BCP hatte die meisten Sitze gewonnen. Da aber die Vertretung zur Hälfte aus ernannten barena bestand, hatte die BCP dort keine Mehrheit und konnte so ihre Vorstellungen nicht umsetzen. Das nach der Wahl gebildete „Protokabinett“ bestand aus vier Ministern, von denen keiner der BCP angehörte. Am 12. März 1960 traf das neugewählte BNC erstmals zusammen. Am selben Tag, der als Feiertag an den Gründer der Basotho-Nation Moshoeshoe I. erinnerte, wurde der von der MFP unterstützte Bereng Seeiso als König Moshoeshoe II. inthronisiert. 
Jonathan hatte die Wahl zwar verloren, konnte sich aber profilieren, nachdem er von Moshoeshoe II. einen freigewordenen Sitz als ernannter Abgeordneter erhalten hatte. Jonathan gewann die nachfolgende Wahl 1965 und wurde zum schärfsten Widersacher des Königs. 